# Mark Beaumont (publicista)
Mark Beaumont, celým jménem Mark Justin Beaumont (* 2. června 1972, Basingstoke, Anglie) je anglický hudební publicista. Věnuje se psaní o hudbě pro různé deníky, jako například The Times a The Guardian. Rovněž přispívá do hudebního měsíčníku Uncut. V roce 2010 vydal biografii skupiny Muse nazvanou Out Of This World; o dva roky později publikoval knihu The King of America pojednávající o rapperovi Jay-Z. Později vydal ještě několik dalších biografických knih. V roce 2013 vydal svůj první román nazvaný [6666666666].